# 原画
原画是動畫、電子遊戲製作過程中由手繪的描述角色關鍵造型、動作的畫，用於加工後期作品。

## 动画
原画製作是產生動畫的過程中，描繪動畫關鍵處或動作起始、結束的畫（又称關鍵格）。一般是以線條稿形式繪製，並加入陰影與分色的層次線。另外，對描繪原畫的人也稱作為原畫者、原畫家、原畫擔當者、或是只稱作原畫。填入原畫作業所描繪的動作關鍵處的是，稱為插入（中割り）的動畫。原畫與動畫總括起來稱之作畫。在紙上用鉛筆所描繪的原畫，於愛好家之間或專門店買賣的情況，一般視為比動畫等級要高。
作畫監督層級的動畫師所繪製的原畫，常常不用再做修正直接使用。
整體或原畫製作時程吃緊的情況，有時會將原畫師畫好的線稿，交由另外的原畫師清理線條完成原畫，此時前者在工作人員名單上標記為第一原畫（一原），後者稱作第二原畫（二原）。第二原畫也可能配置來培育新人原畫師或實踐練習。當作畫牽涉到3D動畫，可能描繪線稿以供位置或動作的引導。或者相反地，先輸出3D畫面再配合作畫。
第二原畫的制度是21世紀以後的事情。最早的雛形出在1979年《機動戰士GUNDAM》（無印），其人設安彥良和的發明，不過並沒有發揮太大效果，及後安彥離開動畫界專攻漫畫，故並沒有發展下來。2002年時BONES的《翼神傳說》中負責動畫畫面管理的佐野浩敏再次引進第二原畫的制度，日後逐漸成為日本動畫業界的常規作業制度。

### 原画师
原畫師，又稱主鏡動畫師，是負責把構圖畫成主要鏡頭的工作人員。一個原畫師除必須具備最少一至兩年在動畫師的累積工作經驗及熟悉動畫製作過程外，還要對鏡頭攝影技巧具有一定研究。
一套動畫一般會動用二至四個原畫師來負責繪畫主鏡動畫，稿件完成後會被送至原畫指導進行監察、修訂和決定分格。據聞，大部份原畫師均同時對電影攝影手法頗有研究，而有部份原畫師同時兼職電影攝影師和攝影監督。
在日本對於負責動畫、遊戲原畫工作者，稱作「原畫家、原畫擔當」。不論動畫製作的資金如何緊絀，繪畫主鏡動畫的工作一定會安排在日本國內，由國內的原畫師負責製作。

## 电子游戏
另外，在電子遊戲的製作過程裡，關於加工成電腦圖畫前的畫，有時也稱作為原畫（主要在常利用稱作一枚絵的全畫面CG的冒險遊戲或模擬遊戲被使用此稱呼）。

## 漫画
漫畫家的親筆原稿。通常用「原稿」一詞來稱呼，不過在展示親筆原稿之類的時候，以「原畫展」的形式來使用本詞語（不稱作「原稿展」，但理由不詳）。在漫畫的領域中，「原畫」與「原稿」是同義語。